# Новый Тамьян
Новый Тамьян (баш. Яңы Тамъян) — деревня в Шаранском районе Республики Башкортостан Российской Федерации. Входит в состав Базгиевского сельсовета. Основана в 1739 году как деревня Чуваш-Тамьян, в 1950–60-х годах имела статус села. С 1996 года — современное название. В начале XX века население доходило до 800 человек, по переписи 2010 года оно составляет 173 человека.

## География

### Географическое положение
Находится на обеих берегах речки Тамьян неподалёку от впадения её в реку Базгийка. Расстояние до:
- районного центра (Шаран): 19 км,
- центра сельсовета (Базгиево): 2 км,
- ближайшей ж/д станции (Кандры): 18 км.

### Климат
По комплексу природных условий деревня, как и весь район, относится к лесостепной зоне и характеризуется умеренно континентальным климатом с такими особенностями, как неустойчивость и резкие перемены температуры, неравномерное выпадение осадков по годам и временам года. В деревне довольно суровая и снежная зима с незначительными оттепелями, поздняя прохладная и сравнительно сухая весна, короткое жаркое лето и влажная прохладная осень.
| Показатель                                                                                   | Янв. | Фев. | Март | Апр. | Май | Июнь | Июль | Авг. | Сен. | Окт. | Нояб. | Дек. |
| -------------------------------------------------------------------------------------------- | ---- | ---- | ---- | ---- | --- | ---- | ---- | ---- | ---- | ---- | ----- | ---- |
| Средний суточный максимум, °C                                                                | −7   | −6   | −1   | 9    | 18  | 23   | 25   | 23   | 17   | 9    | 0     | −6   |
| Средний суточный минимум, °C                                                                 | −15  | −15  | −8   | 0    | 7   | 11   | 13   | 12   | 7    | 2    | −5    | −12  |
| Норма осадков, мм                                                                            | 25   | 23   | 25   | 33   | 44  | 59   | 49   | 51   | 45   | 47   | 34    | 32   |
| Источник: Моделирование исторических данных о климате и погоде. Дата обращения: 30 мая 2024. |      |      |      |      |     |      |      |      |      |      |       |      |

## История
Деревня Чуваш-Тамьян основана по договору чувашских крестьян от 10 июля 1739 года с башкирами Канлинской волости, в которую вошла бывшая башкирская Тамьянская волость, существовавшая до восстания 1735—1740 годов. Крестьяне были обязаны платить вотчинникам по 10 копеек со двора в год. Среди первых жителей были и ясачные татары. По III ревизии 1762 года указаны лишь татары (50 душ мужского пола), входившие в команду старшины Ижбулды Ишкинина, которые позже все участвовали в восстании Пугачёва. С IV ревизии 1783 года все жители назывались тептярями. В частности, 49 мужчин деревни были в команде Мунасыпа Ишкилдина, а ещё 4 мужчины — в команде Юлдаша Ишбулдина. Чуваш-Тамьян — единственное чувашское поселение в районе, где жители стали тептярями.
По VIII ревизии 1834 года — деревня Чуваш-Тамьянова 3-го тептярского стана Белебеевского уезда Оренбургской губернии. Тептяри владели землёй совместно с башкирами-вотчинниками.
В конце 1865 года — деревня 3-го стана Белебеевского уезда Уфимской губернии при речке Ташкичу. Жители занимались сельским хозяйством, имелись мечеть, училище и 2 водяные мельницы.
В 1895 году — деревня Чуваш-Тамьянова Кичкиняшевской волости V стана Белебеевского уезда. Имелась мечеть. По описанию, данному в «Оценочно-статистических материалах», деревня Ново-Тамьянова находилась на равнине при реке Ташки-Чу, пригодной для устройства мельниц, и нескольких небольших речках. Надел находился в одном месте, окружая селение. В последнее время пашня увеличилась за счёт леса, выгона и степи. Поля были по возвышенности и частью по пологим склонам, до 1 версты от селения. Почва — в основном чернозём и около 60 десятин чернозёма с примесью глины. В полях был один овраг. Кустарник имелся в двух участках. В 1905 году в деревне показаны мечеть, мельница и кузница.
По данным подворной переписи, проведённой в уезде в 1912—13 годах, деревня Чуваш-Тамьянова (Ново-Тамьянова) входила в состав Чуваш-Тамьяновского сельского общества Кичкиняшевской волости. 37 хозяйств из 136 не имели надельной земли. Количество надельной земли составляло 1278 казённых десятин (из неё 232,26 сдано в аренду 24 хозяйствами), в том числе 26 десятин усадебной земли, 1079 десятин пашни и залежи, 45 десятин сенокоса, 5 — выгона и 123 — неудобной земли. Также 2 хозяйства купили 32,26 десятины земли единолично и 10 десятин земли товариществом, а 565,18 десятины земли было арендовано коллективно и единолично 106 хозяйствами. Посевная площадь составляла 755,05 десятины, из неё 318,86 десятины занимала рожь, 179,6 — овёс, 88,21 — просо, 84,94 — полба, 54,7 — греча, 19 — пшеница и 9,74 десятины — горох. Из скота имелась 225 лошадей, 270 голов крупного рогатого скота, 913 овец и 176 коз, также 16 хозяйств держали 208 ульев пчёл. 3 человека занимались промыслами.
В 1923 году произошло укрупнение волостей, и деревня вошла в состав Шаранской волости Белебеевского кантона Башкирской АССР.
В 1930 году в республике было упразднено кантонное деление, образованы районы. Деревня вошла в состав Туймазинского района, а в 1935 году — в состав вновь образованного Шаранского района. В 1939 году — деревня Чуваш-Тамьян Базгиевского сельсовета Шаранского района. В период коллективизации создан колхоз «Комбайн», затем ставший колхозом им. Чапаева.
В 1952 году зафиксирована как село Чуваш-Тамьяново того же сельсовета. В 1961 году ещё фиксировалась как село, но к 1970 году вновь стала деревней.
В 1957 году колхоз им. Чапаева вошёл в состав колхоза им. Калинина, из которого в 1980 году выделился колхоз им. Егорова.
В начале 1963 года в результате реформы административно-территориального деления деревня была включена в состав Туймазинского сельского района, с марта 1964 года — в составе Бакалинского, с 30 декабря 1966 года — вновь в Шаранском районе.
В 1996 году деревня переименована в Новый Тамьян.
В 1999 году деревня по-прежнему входила в состав колхоза им. Егорова, по состоянию на 2009 год — СПК им. Егорова.
По состоянию на 2015 год в личных подсобных хозяйствах деревни имелось 180 голов крупного рогатого скота (в том числе 65 коров), 241 овца и коза, 9 свиней и 318 голов птицы.

## Население
В 2015 году население деревни по данным регистрации составляло 210 человек в 88 семьях, из них 10 детей до 7 лет, 18 детей от 7 до 16 лет, 69 мужчин и 56 женщин трудоспособного возраста и 22 мужчины и 35 женщин старше трудоспособного возраста.
| Год  | Методика              | Жителей | Мужчин | Женщин | Дворов | Преобладающие национальности/сословия | Источники            |
| ---- | --------------------- | ------- | ------ | ------ | ------ | ------------------------------------- | -------------------- |
| 1783 | IV ревизия            | 134     | 61     | 73     | н/д    | все тептяри из чувашей                | [ 12 ]               |
| 1795 | V ревизия             | 180     | 91     | 89     | н/д    | все тептяри из чувашей                | [ 12 ]               |
| 1816 | VII ревизия           | 329     | 161    | 168    | 52     | все тептяри из чувашей                | [ 12 ]               |
| 1834 | VIII ревизия          | н/д     | 191    | н/д    | н/д    | все тептяри                           | [ 12 ] [ 13 ]        |
| 1859 | X ревизия             | 329     | 161    | 168    | 52     | припущенники                          | [ 34 ]               |
| 1865 | текущий учёт          | 395     | 192    | 203    | 62     | все башкиры                           | [ 14 ]               |
| 1885 | текущий учёт          | 452     | н/д    | н/д    | 80     | н/д                                   | [ 35 ]               |
| 1895 | текущий учёт          | 587     | 294    | 293    | 106    | н/д                                   | [ 15 ]               |
| 1897 | перепись              | 566     | 273    | 293    | н/д    | все магометане                        | [ 36 ]               |
| 1902 | сведения земства      | н/д     | 330    | н/д    | 113    | припущенники военного звания          | [ 37 ]               |
| 1905 | текущий учёт          | 657     | 326    | 331    | 116    | н/д                                   | [ 17 ]               |
| 1912 | подворная перепись    | 739     | 382    | 357    | 136    | припущенники из чувашей               | [ 18 ]               |
| 1917 | с/х перепись          | 825     | н/д    | н/д    | 151    | все башкиры (новобашкиры)             | [ 38 ]               |
| 1920 | перепись              | 807     | 397    | 410    | 143    | н/д                                   | [ 39 ]               |
| 1920 | перепись              | 835     | н/д    | н/д    | 148    | все татары                            | [ 40 ]               |
| 1925 | подготовка к переписи | н/д     | н/д    | н/д    | 111    | н/д                                   | [ 39 ]               |
| 1939 | перепись              | 676     | 301    | 375    | н/д    | н/д                                   | [ 23 ]               |
| 1959 | перепись              | 403     | 172    | 231    | н/д    | татары                                | [ 41 ] [ 28 ]        |
| 1970 | перепись              | 393     | 173    | 220    | н/д    | татары                                | [ 29 ] [ 42 ]        |
| 1979 | перепись              | 318     | 152    | 166    | н/д    | татары                                | [ 43 ] [ 44 ]        |
| 1989 | перепись              | 245     | 108    | 137    | н/д    | татары                                | [ 45 ] [ 46 ] [ 31 ] |
| 2002 | перепись              | 228     | 106    | 122    | н/д    | татары (56 %), башкиры (36 %)         | [ 46 ] [ 47 ]        |
| 2010 | перепись              | 173     | 86     | 87     | н/д    | н/д                                   | [ 48 ]               |

## Инфраструктура
Деревня электрифицирована и газифицирована, имеется централизованное водоснабжение, в 2012 году появилась АТС на 48 номеров. Есть мусульманское кладбище площадью 2,884 га и заполненностью 65 %, расположенное к юго-западу от деревни; в 2015 году открылась мечеть.
Действуют сельский клуб, магазин, небольшая молочно-товарная ферма ИП «КФХ Ахметшин» и растениеводческая организация КФХ «Вера», а также пекарня ООО «Восход». К северу от деревни находятся Базгиевское месторождение песчано-гравийной смеси и Ново-Тамьяновское месторождение известковых торфо-туфов. В деревне единственная улица — Центральная, покрытая щебнем, протяжённость улично-дорожной сети составляет 1,315 км. Ближайшая автобусная остановка маршрута Шаран — Нуреево находится в селе Базгиево. По состоянию на 2015 год более 90 % домов по площади были деревянными, остальные — каменными.
Деревню обслуживает Шаранская центральная районная больница; фельдшерско-акушерский пункт находится в селе Базгиево, почтовое отделение и средняя школа — также в селе Базгиево.

### Комментарии
1. ↑  По официальным данным переписи.
2. ↑  По данным современного подсчёта по сохранившимся подворным карточкам.